# Itelmeni
Itelmeni, zwani dawniej Kamczadalami – etnos zaliczany do paleoazjatyckich, rdzenni mieszkańcy Kamczatki.

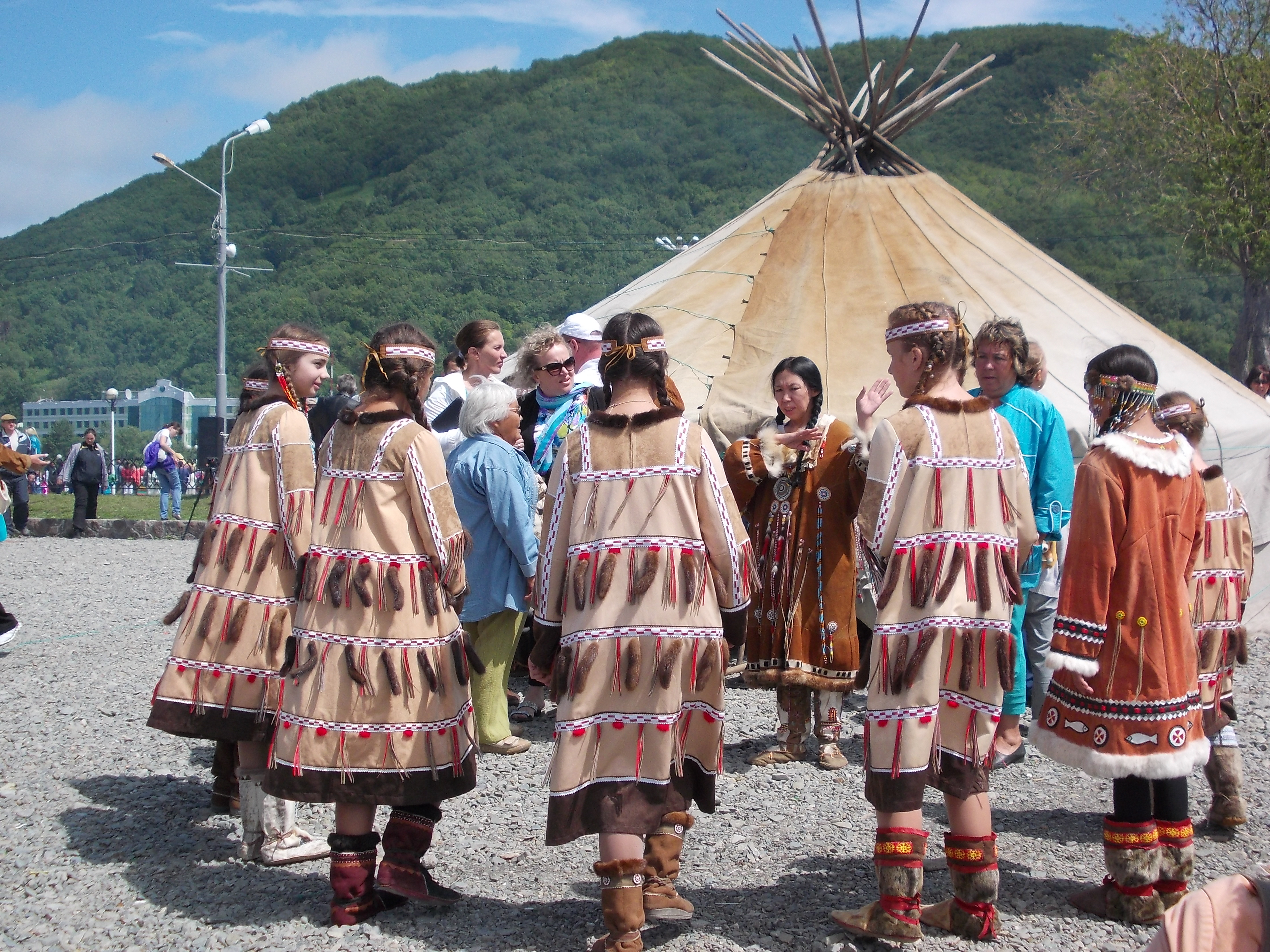
Dziecięcy zespół taneczny w tradycyjnych strojach itelmeńskich przed występem

Według wyników rosyjskiego spisu powszechnego z 2002 narodowość itelmeńską zadeklarowało 3180 osób. Językiem ojczystym był itelmeński, ale obecnie większość mówi już tylko po rosyjsku. Żyją w południowej części Kamczatki. Od XIX wieku wyznają prawosławie. Zajmują się rybołówstwem i myślistwem. 
Dotychczas w nauce stosowano synonimiczne określenia Itelmeni i Kamczadale (preferując ten pierwszy termin), jednak spis powszechny z 2002 dawał możliwość zadeklarowania narodowości itelmeńskiej lub kamczadalskiej, stąd obecnie nie jest do końca jasne, czy nadal nazwa Kamczadale oznacza lud Itelmenów.